# Стефано Бальдіні
Стефано Бальдіні (італ. Stefano Baldini; нар. 25 травня 1971, Кастельново-ді-Сотто, Емілія-Романья, Італія) — італійський легкоатлет, що спеціалізується на марафонському бігу, олімпійський чемпіон 2004 року.

## Кар'єра
| Рік                | Змагання                      | Місто                | Місце              | Дисципліна          | Примітки           |
| Представник Італія | Представник Італія            | Представник Італія   | Представник Італія | Представник Італія  | Представник Італія |
| ------------------ | ----------------------------- | -------------------- | ------------------ | ------------------- | ------------------ |
| 1990               | Чемпіонат світу серед юніорів | Пловдив, Болгарія    | 6                  | біг на 5000 метрів  | 13:54.38           |
| 1994               | Чемпіонат Європи              | Гельсінкі, Фінляндія | 20                 | біг на 10000 метрів | 28:41.82           |
| 1995               | Чемпіонат світу               | Гетеборг, Швеція     | 18                 | біг на 10000 метрів | 28:08.39           |
| 1996               | Олімпійські ігри              | Лос-Анджелес, США    | півфінал           | біг на 5000 метрів  | 14:06.05           |
| 1996               | Олімпійські ігри              | Лос-Анджелес, США    | 18                 | біг на 10000 метрів | 29:07.77           |
| 1997               | Чемпіонат світу               | Афіни, Греція        | 9                  | біг на 10000 метрів | 28:11.97           |
| 1998               | Чемпіонат Європи              | Будапешт, Угорщина   | 1                  | марафонський біг    | 2:12:01            |
| 2000               | Олімпійські ігри              | Сідней, Австралія    | —                  | марафонський біг    | DNF                |
| 2001               | Чемпіонат світу               | Едмонтон, Канада     | 3                  | марафонський біг    | 2:13:18            |
| 2002               | Чемпіонат Європи              | Мюнхен, Німеччина    | 4                  | біг на 10000 метрів | 27:50.98           |
| 2003               | Чемпіонат світу               | Париж, Франція       | 3                  | марафонський біг    | 2:09:14            |
| 2004               | Олімпійські ігри              | Афіни, Греція        | 1                  | марафонський біг    | 2:10:55            |
| 2005               | Чемпіонат світу               | Гельсінкі, Фінляндія | —                  | марафонський біг    | DNF                |
| 2006               | Чемпіонат Європи              | Гетеборг, Швеція     | 1                  | марафонський біг    | 2:11:32            |
| 2008               | Олімпійські ігри              | Пекін, Китай         | 12                 | марафонський біг    | 2:13:25            |
| 2010               | Чемпіонат Європи              | Барселона, Іспанія   | —                  | марафонський біг    | DNF                |